# Gustavo Adolfo Espina Salguero
Pour les articles homonymes, voir Espina et Salguero.
Espina  Salguero est un nom espagnol. Le premier nom de famille, en général paternel, est Espina ; le second, en général maternel, souvent omis, est Salguero.
Gustavo Adolfo Espina Salguero, né le 26 novembre 1946 à Asunción Mita et mort le 23 octobre 2024, est un homme d'État guatémaltèque. Il est vice-président de la République du 14 janvier 1991 au 1er juin 1993, puis président de la République du 1er au 5 juin 1993.

## Présidence de la République
Vice-président du Guatemala du 14 janvier 1991 au 1er juin 1993, sous la présidence de Jorge Serrano Elías, Gustavo Espina est celui à qui revient, selon la constitution, la charge présidentielle lorsque Serrano Elías s'exile du pays après un auto-coup d'État raté, orchestré le 25 mai 1993 et communément appelé le « Serrazano ». Subséquemment à sa fuite survenue le 1er juin 1993, l'armée du pays tente d'installer Espina au pouvoir, mais le Congrès vote le 3 juin contre sa nomination. Le principal intéressé démissionne deux jours plus tard.  
Le Congrès vote plutôt pour la nomination de Ramiro de León Carpio, alors avocat en droits de la personne, qui accuse plus tard Espina de crimes de violation de la constitution, de rébellion et d'usurpation de fonctions pour sa complicité dans l'auto-coup d'État. 
Le parcours d'Espina en tant que président de facto est non seulement bref, mais largement contesté : le 1er juin, alors qu'il se présente au parlement afin de prendre ses fonctions présidentielles, il ne peut mener à terme son entreprise, vu la pression sociale et un nombre insuffisant de députés présents. Il décide donc d'exercer la fonction de chef d'État sous le titre de vice-président.  
Le 4 juin, la Cour constitutionnelle émet un avis selon lequel autant Serrano Elías que Espina Salguero sont inhabiles à exercer la fonction de président de la République. Le lendemain, ce dernier présente sa démission irrévocable en tant que vice-président de la république du Guatemala. 
Espina s'exile quelques jours plus tard au Costa Rica et ne revient au pays qu'en 1997. Il est alors jugé puis reconnu coupable d'avoir violé la constitution, sa peine est toutefois modifiée et il n'est condamné qu'au paiement d'une petite amende,.   